# Józef Mertka
Józef Mertka (ur. 12 lutego 1903 w Odolanowie, zm. 2 sierpnia 1987 w Elblągu) – polski działacz społeczny.

## Życiorys
Był synem urzędnika pocztowego Piotra. Absolwent Królewskiego Gimnazjum w Ostrowie. Uczestnik wydarzeń Republiki Ostrowskiej. W 1921 roku reaktywował po wojennej przerwie Venetię, jeden z pierwszych polskich klubów sportowych w Poznańskiem założony w 1908 roku. Później honorowy prezes klubu. Ukończył ekonomię w Wyższej Szkole Handlowej w Poznaniu w 1930 roku. Walczył na wybrzeżu w wojnie obronnej 1939. Ocalił obozową poezję Leona Kruczkowskiego. Autor Zarysu dziejów Ustki - portu Słupska, współautor Wielkopolskiej Szkoły Edukacji Narodowej (monografii Gimnazjum Męskiego w Ostrowie). 1944 w obozie jenieckim Sandbostel koło Hamburga Józef Mertka zorganizował uroczystość 100-lecia założenia gimnazjum, którego był uczniem. Po wojnie osiadł w Słupsku i organizował regionalną sieć instytucji ubezpieczenia społecznego. Poddany represjom w okresie stalinowskim, na kilka lat wyjechał na południe kraju i uczestniczył w budowie Nowej Huty. Powrócił do Słupska w 1956 i pracował jako ekonomista w różnych przedsiębiorstwach. Był działaczem Związku Bojowników o Wolność i Demokrację oraz Słupskiego Towarzystwa Społeczno-Kulturalnego, współinicjatorem serii wydawniczej "Biblioteka Słupska".
Uhonorowany Krzyżem Kawalerskim i Oficerskim Orderu Odrodzenia Polski, Wielkopolskim Krzyżem Powstańczym, medalami za zasługi dla miast Ostrowa Wielkopolskiego i Słupska.
Żoną Józefa Mertki była Maria z Machnowskich, działaczka społeczna, nauczycielka, bibliotekarka i księgarz, dyrektor Szkoły Muzycznej w Słupsku. Mertka zmarł 2 sierpnia 1987 w Elblągu, pochowany został w Słupsku.

### Udział w Powstaniu Wielkopolskim
Wziął udział jako 15-letni chłopak w Powstaniu Wlkp. na terenie Wielkopolski Południowej, a w szczególności miasta Ostrowa i pow. ostrowskiego oraz Odolanowa i pow. odolanowskiego w charakterze członka "Pogotowia Służby i Łączności Drużyny Gońców" w Ostrowie a następnie w II Drużynie Harcerskiej im. gen. H. Dąbrowskiego w Ostrowie od 10.11.1918 do maja 1919. Wspomniane Pogotowie, powołane do życia na polecenie polskich władz powstańczych, zostało zorganizowane przez ówczesnego komendanta harcerstwa w Ostrowie, ks. prof. Lecha Ziemskiego a kierowane przez drużynowego Jana Wiertelaka. Miało z racji swych zadań, charakter organizacji wojskowej i ustrój wybitnie wojskowy. Do zadań Pogotowia należało: pełnienie służby wartowniczej przy ważnych obiektach wojskowych i powstańczych, utrzymywanie łączności między oddziałami powstańczymi, władzami powstańczymi, przedstawicielami Pow. Rady Narodowej w Ostrowie i Odolanowie, przewożenie i dostarczanie meldunków, raportów, rozkazów i poleceń i korespondencji wojskowej i organizacyjnej do oddziałów powstańczych i ich władz, eskortowanie przewozu broni i amunicji z Ostrowa do Szczypiorna i na teren Ostrowa, kierowanie żołnierzy Polaków z armii niemieckiej do polskich formacji powstańczych, zbieranie broni, amunicji i rynsztunku wojskowego oraz dostarczanie jej do zbiornic polskich władz powstańczych, opiekowanie się ludnością polską wracającą z robót przymusowych w Niemczech oraz kierowanie jej do miejsc stałego zamieszkania, wykonywanie wszelkich innych czynności nie wymienionych wyżej a służących sprawie polskiej. O pozytywnej działalności wspomnianej "Drużyny Gońców" oraz "Drużyny Harc. im. gen. Henryka Dąbrowskiego" relacjonują pochlebnie następujące źródła: inż. Zygmunt Wieliczka "Od Prosny po Rawicz", dr Andrzej Niesiołowski "Garść wspomnień z wielkich dni" (Nowy Kurier, Poznań 1933, nr 298-299), dr Jan Wiertelak "Kartka do historii drużyny gońców" (Promień) Ostrów Wlkp. 1938 nr 4-5.